# WASP-10
WASP-10 — звезда в созвездии Пегаса на расстоянии приблизительно 293 световых года от нас. Вокруг звезды обращается, как минимум, одна планета и одна неподтверждённая планета.

## Характеристики
WASP-10 представляет собой оранжевый карлик 12,7 звёздной величины, который немного уступает по размерам и массе нашему Солнцу. Температура поверхности звезды также уступает солнечной: около 4675 кельвинов.

## Планетная система
В 2008 году группой астрономов, работающих в рамках программы SuperWASP, было объявлено об открытии планеты WASP-10 b в системе. Это типичный горячий юпитер, обращающийся на расстоянии 0,037 а.е. от родительской звезды. Эффективная температура планеты оценивается астрономами в 1119 кельвинов.
В 2010 году другой группой исследователей было анонсировано открытие второй планеты — WASP-10 c, которая имеет массу, равную 0,1 юпитерианской и обращается вокруг звезды за 5,23 суток. Однако независимого подтверждения данного открытия пока не было.